# Apomyrma stygia
Apomyrma stygia (лат.) — вид мелких муравьёв рода Apomyrma длиной около 2—3 мм.
Эти муравьи были описаны в 1971 (1970) году из тропических районов Западной Африки. Это единственный вид рода.

## Распространение
Тропические районы Западной Африки (Берег Слоновой Кости, Нигерия, Бенин, Гана, Камерун).

## Классификация
Положение этих примитивных муравьёв дискутируется. Длусский и Федосеева (1988) выделили этот род в отдельную трибу Apomyrmini, а позднее её статус повышен до отдельного подсемейства Apomyrminae  Dlussky & Fedoseeva (смотрите здесь: Baroni Urbani, C., B. Bolton, et Ward P.S., 1992). По некоторым данным род сближается с подсемейством Amblyoponinae (Филогения Apomyrma и Opamyrma).
С 2014 в составе отдельного подсемейства Apomyrminae.

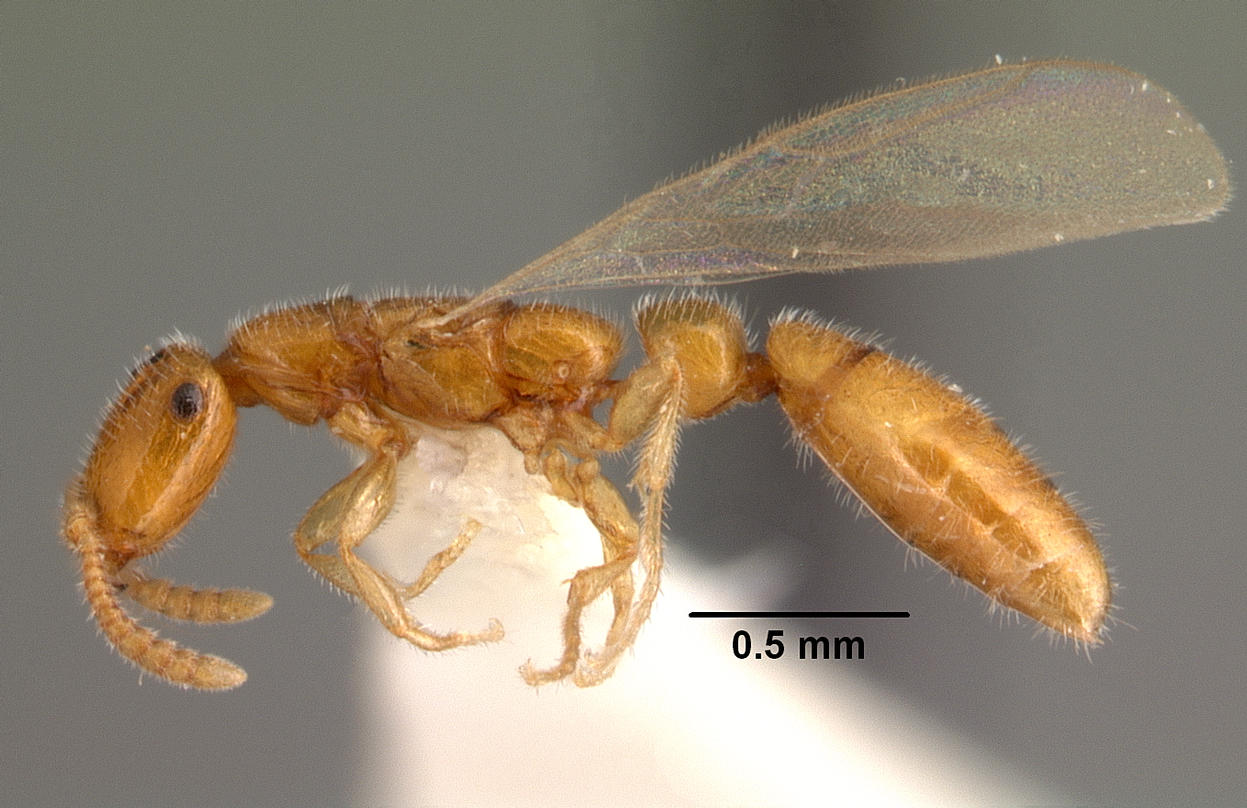
Крылатая самка